# Бантя

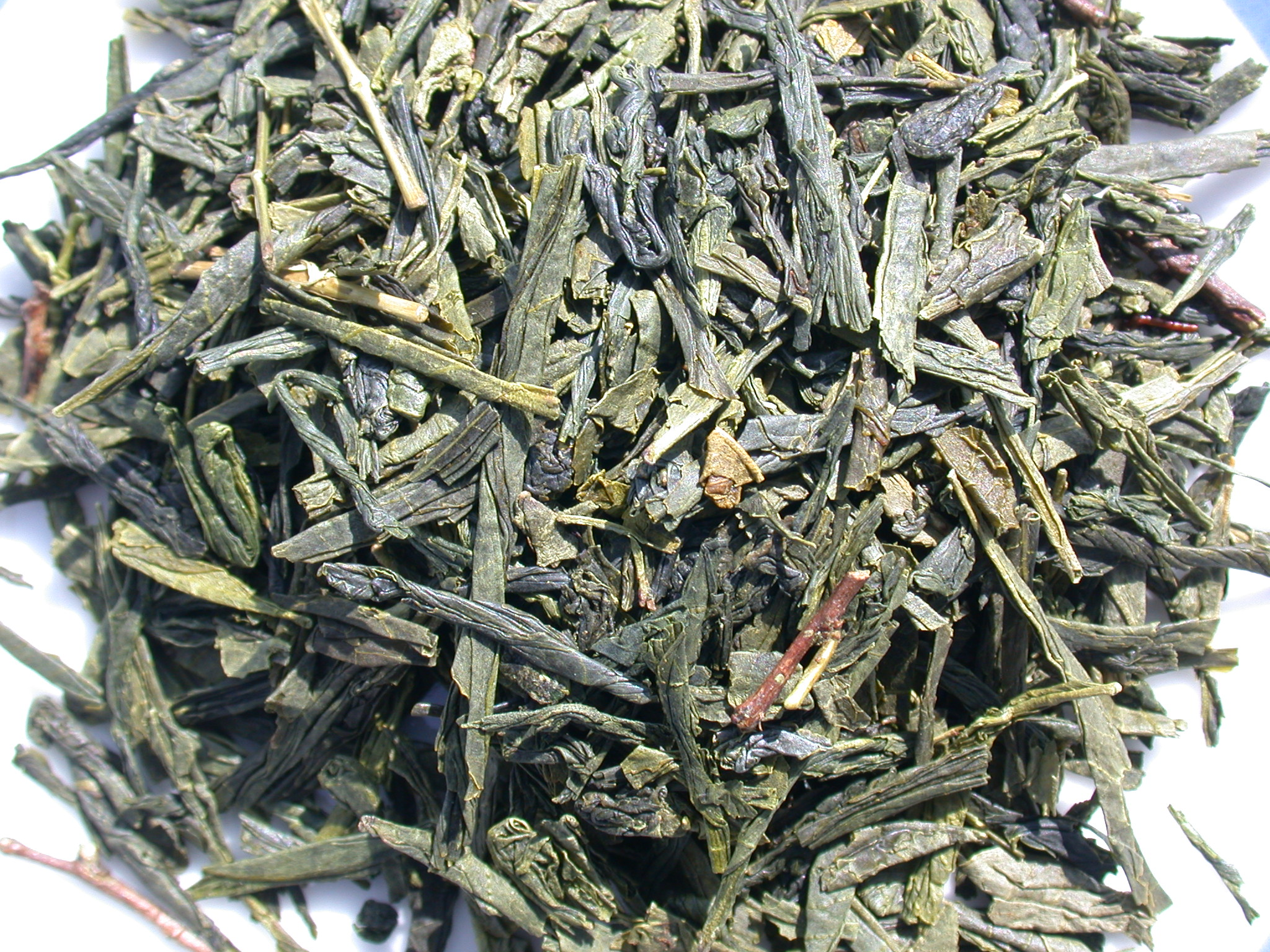
Зелений чай Бантя, Банча, 番茶

Бантя́ (яп. 番茶, ばんちゃ, МФА: [bant͡ɕa], «зборовий чай») — різновид японського зеленого чаю для повсякденного споживання.

## Опис
Це чай пізнього збору, його збирають в серпні — вересні з тих же ж чайних кущів, що і сентя. Для бантя використовують великі, жорсткі листки і стеблинки, які залишаються після збору більш молодих і ніжних листків для сентя. Бантя є найнижчим сортом зеленого чаю і відповідно має найнижчу ринкову ціну. Взагалі існує 22 сорти самого бантя. Він має унікальний аромат, схожий із сильним запахом орга-нічної соломи.

## Приготування
Заварюють бантя при температурі 80 °C, цього можна досягти коли до окропу додати чверть води кімнатної температури і лишень потім листочки бантя. Чай настоюють від 30с до 3хв.
Заварювання бантя при більш високій температурі надає чаю гіркого присмаку.
| Прапор Японії | Це незавершена стаття про Японію. Ви можете допомогти проєкту, виправивши або дописавши її. |